# Операционная линия
Операционная линия — воображаемая линия, обозначающая собой основную идею военной операции по цели и направлению.
Операционная линия называлась простой, когда имелось полное единство операции (один предмет действий, один общий главнокомандующий, действия сосредоточенными силами), вообще, когда планировалась одна цельная и нераздельная, во всех смыслах, операция, хотя бы при этом армия и двигалась по нескольким дорогам. 
Операционная линия называлась сложной (двойной, тройной), когда имелось или несколько предметов действий, или несколько независимых главнокомандущих, или войска были разделены на несколько масс значительным удалением одна от другой или местностью.
Сложные операционные линии по отношению к расположению неприятеля разделялись на внутренние и внешние (наружные). Внутренними операционными линиями назывались такие, которые находились внутри круга, к окружности которого направлялся противник. Внешними операционными линиями назывались такие, которые находились вне круга, на окружности которого был расположен противник.
Действия по внутренним операционным линиям давали возможность бросаться из центра к окружности, чтобы бить по частям отдельно наступающие массы противника. Применение внутренних операционных линий оказывалось выгодно в следующих случаях: 
- когда армия, находящаяся в центральном положении, отличается подвижностью и особой энергией в действиях;
- когда внутренние операционные линии не слишком длинны;
- когда силы армии, находящейся во внутреннем положении, были не слишком велики, т. к. большие силы тяжелы и неповоротливы;
- когда театр войны был хорошо подготовлен в инженерном отношении и можно было, задерживая противника на некоторых направлениях малыми силами, опирающимися на крепости и другие укреплённые пункты, наносить ему сильные удары сосредоточенными силами в важнейшем направлении.

Примером блестящих действий по внутренним операционным линиям являются действия Бонапарта в Италии в 1796 г., а также операции Фридриха Великого во время Семилетней войны в кампанию 1757 г.
При действии по внешним операционным линиям силы обыкновенно разделялись. Это разделение имело следующие выгодные стороны: увеличивалась быстрота движения, облегчалось снабжение армии, размещение войск, был возможен охват неприятеля на поле сражения, не прибегая ни к каким манёврам (в особенности трудным при больших массах). Всё это с удобством позволяло действовать громадными массами войск. 
Невыгодным же свойством внешних операционных линий является опасность быть разбитым по частям, если противник будет действовать энергично. Мерами, способствующими ослаблению этого недостатка, были следующие: 
- установление внутренней связи между отдельно действующими массами, путём объединения власти в руках одного главнокомандующего;
- установление внешней связи (техническими и простыми средствами);
- усиление той массы, на которую выпадает главная роль и подчинение её действиям действий остальных групп на второстепенных направлениях;
- слабейшими массами не вдаваться в отдельный бой, прибегая для этого или к содействию укреплений, или к отступлению, стараясь увлечь за собою противника и облегчая тем действия на его сообщения остальным группам.

Примером удачных действий по внешним операционным линиям являются действия древних римлян во время Второй Пунической войны после Битвы при Каннах: действуя по внешним операционным линиям, согласно с требованиями обстановки, римляне сумели избежать опасности быть разбитыми по частям, благодаря искусному использованию укреплений и искусному исполнению маршей. 
Другим примером удачных действий по внешним операционным линиям являются действия союзников во время войны шестой коалиции: благодаря уклонению от боя слабейших армий, союзникам не только удалось избежать частных поражений (исключая поражения под Дрезденом, вызванного другими причинами), но и нанести Наполеону ряд поражений (Гросберен, Кацбах, Денневиц и Лейпциг).
Термин операционная линия перестал использоваться после Первой мировой войны.